# Masakra w Tikricie (2014)
Masakra w Tikricie – zbiorowe egzekucje nieuzbrojonych szyickich rekrutów dokonane przez dżihadystów z Państwa Islamskiego (ISIS) w dniu 12 czerwca 2014 po zajęciu Tikritu.

## Wydarzenia
W czerwcu 2014 Państwo Islamskie rozpoczęło ofensywę na ziemiach Iraku. Po zajęciu Mosulu przez ISIS, dżihadyści skierowali swoje uderzenie na południe kraju. Wieczorem 11 czerwca 2014 rebelianci dotarli do Tikritu, zajmując je, po tym jak z miasta uciekła armia iracka (IA).
Po zajęciu Tikritu dżihadyści wzięli do niewoli setki rekrutów irackich sił powietrznych z bazy wojskowej Speicher, znajdującej się na obrzeżach Tikritu. ISIS oddzieliło szyitów od sunnitów. Już 12 czerwca 2014 ISIS informowało na Twitterze, iż dokonało „eksterminacji” 1700 szyickich żołnierzy. Dwa dni później ISIS opublikowało 60 zdjęć z egzekucji rekrutów oraz nagrania. Zdjęcia satelitarne z 16 czerwca 2014 ukazywały, iż na polach nad rzeką Tygrys mieściły się prawdopodobnie masowe groby.
Według analizy Human Rights Watch (HRW) do egzekucji doszło w Tikricie nad rzeką Tygrys pod Pałacem Prezydenckim, przy pałacu Salah ad-Din Al-Ajubi oraz Pałacu Wodnym, 12 czerwca 2014 rozstrzelanych miało zostać według początkowych szacunków 160–190 mężczyzn. Z kolei według irackiego ministerstwa ds. praw człowieka zamordowanych w ten sposób zostało 175 rekrutów irackich sił powietrznych. Na podstawie zdjęć z egzekucji umieszczonych w internecie ekspertom wojskowym udało się ustalić śmierć co najmniej 170 żołnierzy. 
Według późniejszych szacunków HRW i relacji świadka, który przeżył egzekucję, w masakrze zginęło między 560 a 770 osób. Terroryści rozstrzeliwali jeńców na polu przy Pałacu Prezydenckim, gdzie następnie zakopano ciała ofiar, oraz bezpośrednio nad rzeką, do której wrzucano zwłoki. Egzekucje według nagrań wideo i zdjęć opublikowanych przez ISIS rozpoczęły się przy Pałacu Prezydenckim 12 czerwca 2014 ok. godz. 9:30. Egzekucje przy Pałacu Wodnym trwały od ok. 11:00 do 14:30 czasu lokalnego. Ostateczna liczba zamordowanych szyickich rekrutów szacowana jest na około 1700. 
W sierpniu 2016 roku, rząd iracki powiesił trzydziestu sześciu członków Państwa Islamskiego odpowiedzialnych za masakrę około 1700 nieuzbrojonych szyickich rekrutów.

## Reakcje
Wysoka Komisarz ONZ ds. Praw Człowieka Navanethem Pillay stwierdziła, iż ISIS popełniało zbrodnie wojenne, rozstrzeliwując żołnierzy, rekrutów, policjantów i inne osoby z otoczenia irackich sił bezpieczeństwa.